# وادیسواف شوسکویچ
وادیسواف شوسکویچ (انگلیسی: Władysław Szuszkiewicz; ۱۲ نوامبر ۱۹۳۸ – ۱۴ نوامبر ۲۰۰۷) قایقران کانو اهل لهستان بود.